# Міріам Гальєго
Міріам Гальєго Бланко (ісп. Miryam Gallego Blanco; 15 березня 1976 року, Оренсе, Іспанія) — іспанська акторка.

## Життєпис
Народилася 15 березня 1976 року в Оренсе. Розпочала творчу кар'єру, працюючи на місцевому телебаченні («Телебачення Галісії», ісп. "Televisión de Galicia"), де грала другорядні ролі у таких серіалах, як «Комбіновані обіди». У 1998 році Гальєго закінчила Вищу королівську школу драматичного мистецтва (Мадрид). Працює у театрі. Також багато знімається у кіно та бере участь у телевізійних проєктах.

## Вибіркова фільмографія
- Конкурсант (2007)
- Рай (2013)